# Kaștanivka, Pervomaiske
Kaștanivka (în ucraineană Каштанівка) este un sat în comuna Cernove din raionul Pervomaiske, Republica Autonomă Crimeea, Ucraina.

## Demografie
Componența lingvistică a localității Kaștanivka
     Rusă (55,67%)
     Tătară crimeeană (23,2%)
     Ucraineană (18,56%)
Conform recensământului din 2001, majoritatea populației localității Kaștanivka era vorbitoare de rusă (55,67%), existând în minoritate și vorbitori de tătară crimeeană (23,2%) și ucraineană (18,56%).